# دیوید دکوتو
دیوید دکوتو (انگلیسی: David DeCoteau؛ زادهٔ ۵ ژانویهٔ ۱۹۶۲) کارگردان فیلم اهل ایالات متحده آمریکا است.
وی کارگردان فیلم‌های همچون مغاک و آونگ بوده‌است.